# LeBron
LeBron è un singolo del rapper argentino Duki, pubblicato il 1º gennaio 2019.

## Tracce
1. LeBron – 3:30